# 泰國側帶小公魚
泰國側帶小公魚為輻鰭魚綱鲱形目鳀科的其中一種，分布於印度西太平洋區，包括孟加拉灣、暹羅灣、爪哇海等海域，棲息深度可達50公尺，本魚體延長，上頷突出，超過前鰓蓋，臀鰭短，臀鰭軟條18-19枚，體長可達7.5公分，棲息在沿海，喜群游，可做為食用魚。

## 擴展閱讀
- 維基物種上的相關：泰國側帶小公魚